# André Sicard
Pour les articles homonymes, voir Sicard.
André Sicard (né le 19 février 1915 à Niort et mort le 30 novembre 1973 à La Rochelle) est un athlète français, spécialiste des courses de fond et de cross-country.

## Biographie
Il est champion de France du 10 000 mètres en 1937 et 1938. 
Il participe aux Jeux olympiques de 1936 à Berlin où il termine dix-neuvième du 10 000 mètres. Il est deuxième (en individuel et par équipe) du Cross des nations en 1937. Il est aussi huitième du 10 000 mètres des Championnats d'Europe d'athlétisme 1938 à Colombes.